# Centromerus pacificus
Centromerus pacificus är en spindelart som beskrevs av Kirill Yeskov och Yuri M. Marusik 1992. Centromerus pacificus ingår i släktet Centromerus och familjen täckvävarspindlar. Inga underarter finns listade i Catalogue of Life.